# روبين غونزاليس
روبين غونزاليس (بالإسبانية: Rubén González)‏ (17 يوليو 1939 بمونتفيدو في الأوروغواي - ) هو لاعب كرة قدم أوروغواني في مركز الدفاع، شارك في كأس العالم 1962. وشارك مع منتخب الأوروغواي لكرة القدم. أما مع النوادي، فقد لعب مع بوكا جونيورز وفيليز سارسفيلد وناسيونال مونتيفيديو ونيويورك سكايلينرز ‏.

## وصلات خارجية
- روبين غونزاليس على موقع الاتحاد الدولي (مؤرشف)  (الإنجليزية)
- روبين غونزاليس على موقع قاعدة بيانات كرة القدم.إي يو (الإنجليزية)
- روبين غونزاليس على موقع قاعدة بيانات كرة القدم.إي يو (الإنجليزية)
- روبين غونزاليس على موقع قاعدة بيانات كرة القدم.إي يو (الإنجليزية)
- روبين غونزاليس على موقع Soccerway.com (الإنجليزية)